# Borasseae
Tribu
Genres de rang inférieur
- Bismarckia Hildebrandt & H. Wendl.
- Borassodendron Becc.
- Borassus L.
- Hyphaene Gaertn.
- Latania Comm. ex Juss.
- Lodoicea Comm. ex DC.
- Medemia Wurttemb. ex H. Wendl.
- Satranala J.Dransf. & Beentje

Les Borasseae sont une tribu de la sous-famille de palmiers  Coryphoideae. La tribu s'étend de l' Afrique australe et au nord de Madagascar à travers  la péninsule arabique jusqu'à l' Inde, l' Indochine, l' Indonésie et la Nouvelle-Guinée . Plusieurs genres sont limités aux îles de l' océan Indien . Les deux plus grands genres, Hyphaene et Borassus, sont aussi les plus répandus.

## Description
Les palmiers borasoïdes ont généralement des stipes imposants  en forme de colonne, bien que plusieurs espèces d' hyphaene aient des tiges ramifiées ou groupées. Les feuilles sont grandes, palmées et souvent avec des épines ou des bords tranchants le long des pétioles . Les feuilles sont retenues sur les jeunes tiges de palmier, tombant plus tard pour révéler des cicatrices proéminentes. Tous les genres des Borasseae sont dioïques, avec des arbres mâles et femelles séparés ; ils sont pléonanthiques , ils fleurissent régulièrement pendant de nombreuses années. Les inflorescences sont grandes et pendantes; les fleurs mâles sont beaucoup plus petites que les fleurs femelles et sont portées en grappes dans des structures ressemblant à des chatons. Les fruits contiennent des endocarpes durs et ligneux entourant les graines; leur taille varie de la taille d'une datte ( Latania ) aux fruits massifs de Lodoicea, qui contiennent la plus grosse graine du monde,,.

## Classification
- Famille des  Arecaceae
  - Sous-famille des Coryphoideae 
    - Tribu des Borasseae [1], [5]

## Taxonomie
Les Borasseae sont l'une des huit tribus de la sous-famille des Coryphoideae. La tribu est monophylétique et la plupart des études phylogénétiques la place comme tribu sœur de la tribu Corypheae, bien qu'elle soit également proche de la tribu Caryoteae et de la tribu Chuniophoeniceae, . Ensemble, les quatre tribus forment le clade  syncarpe, dont tous les membres ont des ovaires syncarpes à carpelles unis.
Les huit genres de la tribu Borasseae se divisent également en deux sous-tribus.
Dans les palmiers de la sous-tribu Hyphaeninae, les fleurs mâles et femelles sont enfoncées dans des noyaux et les fruits sont pédonculés et généralement à une seule graine. Bismarckia (1 sp., B. nobilis ) et Satranala (1 sp., S. decussilvae ) sont endémiques à Madagascar, Medemia (1 sp., M. argun ) est très limitée entre le sud de l' Égypte et le nord du Soudan, tandis que Hyphaene (8 spp.)  s'étend de l'Afrique australe et de Madagascar à l'ouest de  l'Inde.
Dans la sous-tribu Lataniinae, seules les fleurs mâles sont enfoncées dans des noyaux et les fruits sont sessiles, avec 1 à 3 graines. Lodoicea (1 sp., L. maldivica ) est endémique des Seychelles, Latania (3 spp.) est endémique des îles Mascareignes, tandis que Borassodendron a deux espèces, une à Bornéo ( B. borneense ) et une dans la péninsule malaise ( B. machadonis ). Le dernier des genres, Borassus (5 spp.), est le plus répandu et se rencontre en Afrique subsaharienne, à Madagascar, en Asie du Sud-Est et en Nouvelle-Guinée. Un genre éteint de la sous-tribu Hyphaeninae est connu des lits intertrappéens d'âge Maastrichtien  en Inde.
| Sous-tribu  | Image | Genre                          | Espèce |
| ----------- | ----- | ------------------------------ | --- |
| Hyphaeninae |       | Bismarckia Hildebr. & H.Wendl. | - Bismarckia nobilis |
| Hyphaeninae |       | Satranala Beentje & J.Dransf.  | - Satranala decussilvae |
| Hyphaeninae |       | Medemia Wuert. ex H.Wendl.     | - Medemia argun (Mart.) Wurttenb. ex H.Wendl. - Considéré comme éteint jusqu'à sa redécouverte en 1995 , il ne subsiste que dans une étroite zone, en quelques oasis, entre l'extrême Sud de l'Égypte et le Nord du Soudan. |
| Hyphaeninae |       | Hyphaene Gaertn.               | - Hyphaene compressa H.Wendl. - Afrique de l'Est de l'Éthiopie au Mozambique - Hyphaene coriacea Gaertn. - l'Afrique de l'Est depuis l'Afrique du Sud ; Madagascar; Île Juan de Nova - Hyphaene dichotoma (J.White Dubl. ex Nimmo) Furtado - Inde, Sri Lanka - Hyphaene guineensis Schumach. & Thonn. - Afrique occidentale et centrale du Libéria à l'Angola - Hyphaene macrosperma H.Wendl. - Bénin - Hyphaene petersiana Klotzsch ex Mart. - Afrique australe et orientale de l'Afrique du Sud à la Tanzanie - Hyphaene reptans Becc. - Somalie, Kenya, Yémen - Hyphaene thebaica (L.) Mart. - le nord-est, le centre et l'ouest de l'Afrique de l'Égypte à la Somalie et à l'ouest jusqu'au Sénégal et la Mauritanie ; Moyen-Orient (Palestine, Israël, Arabie saoudite, Yémen) |
| Lataniinae  |       | Lodoicea Comm. ex DC.          | - Lodoicea maldivica, coco de mer, coco de mer ou double coco |
| Lataniinae  |       | Latania Comm. ex Juss.         | - Latania loddigesii Mart. - (palmier latan bleu, latanier de l'Ile Ronde) de l' Ile Maurice - Latania lontaroides (Gaertn. ) HEMoore - (palmier latan rouge, latanier de la Réunion) de la Réunion - Latania verschaffeltii Lem. - (palmier latan jaune, latanier de Rodrigues) de l'île Rodrigues |
| Lataniinae  |       | Borassodendron Becc.           | - Borassodendron borneense J.Dransf. - Bornéo - Borassodendron machadonis ( Ridl. ) Becc. - sud de la Thaïlande, sud du Myanmar, Malaisie péninsulaire |
| Lataniinae  |       | Borassus L.                    | - Borassus aethiopum - Palmyre africain, Rônier (entre autres noms..) (Afrique tropicale & Madagascar) - Borassus akeassii - Palmyre d'Ake Assi (Afrique de l'Ouest et du Centre) - Borassus flabellifer - Palmier asiatique/palmier lontar/palmier dub (Asie du Sud de l' Inde à l' Indonésie ) - Borassus heineanus - Palmyre de Nouvelle-Guinée ( Nouvelle-Guinée ) - Borassus madagascariensis - Palmyre de Madagascar ( Madagascar ) |

## Préservation
De nombreuses espèces de la tribu Borasseae sont menacées d'extinction (36% du total des espèces reconnues),:
- Borassodendron machadonis - Vulnérable
- Borassus madagascariensis - En voie de disparition
- Latania loddigesii - En voie de disparition
- Latania lontaroides - En danger
- Latania verschaffeltii - En danger
- Lodoicea maldivica - En voie de disparition
- Medemia argun - En danger critique d'extinction
- Satranala decussilvae - En voie de disparition

## Galerie

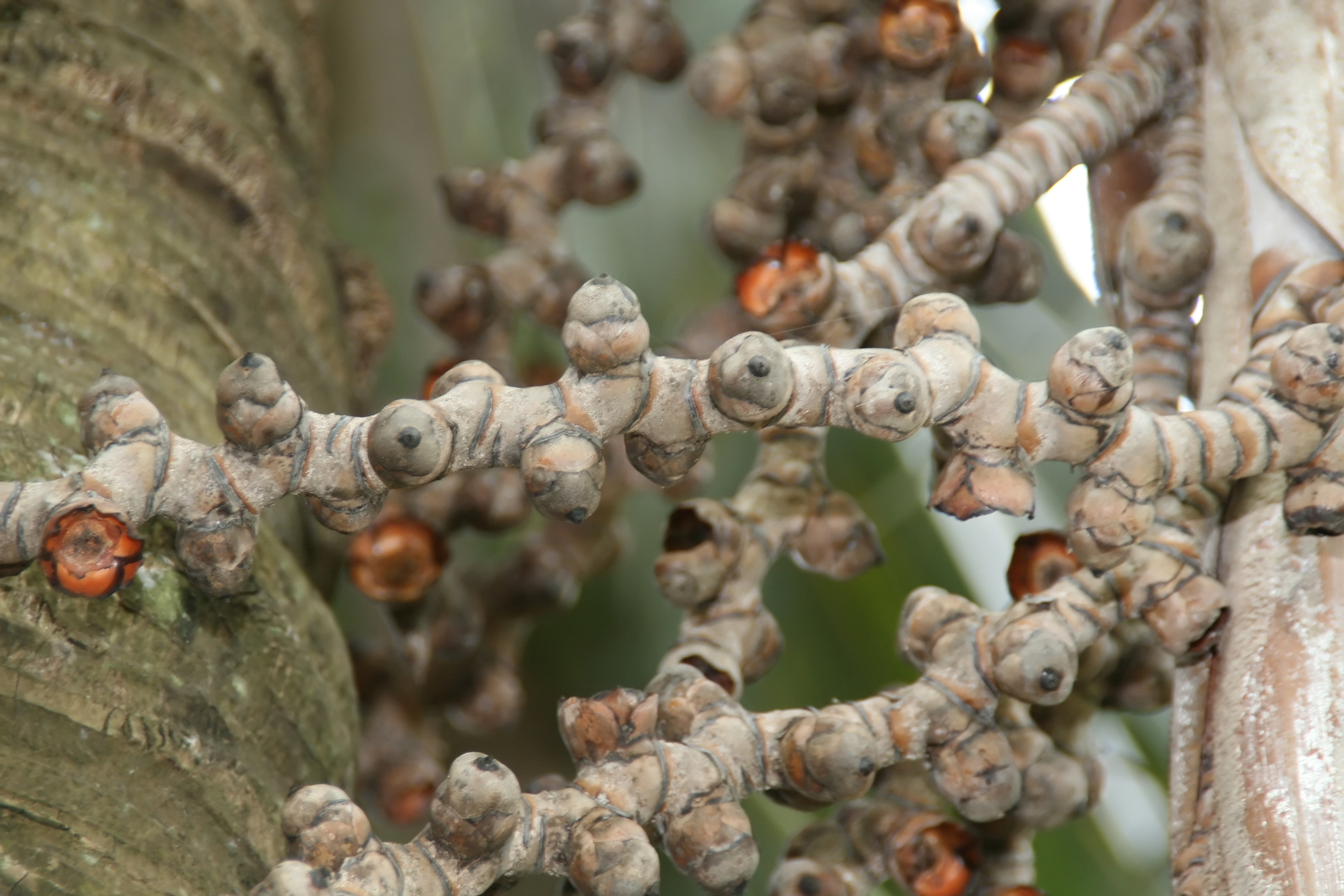
Fleurs femelles de Latania loddigesii
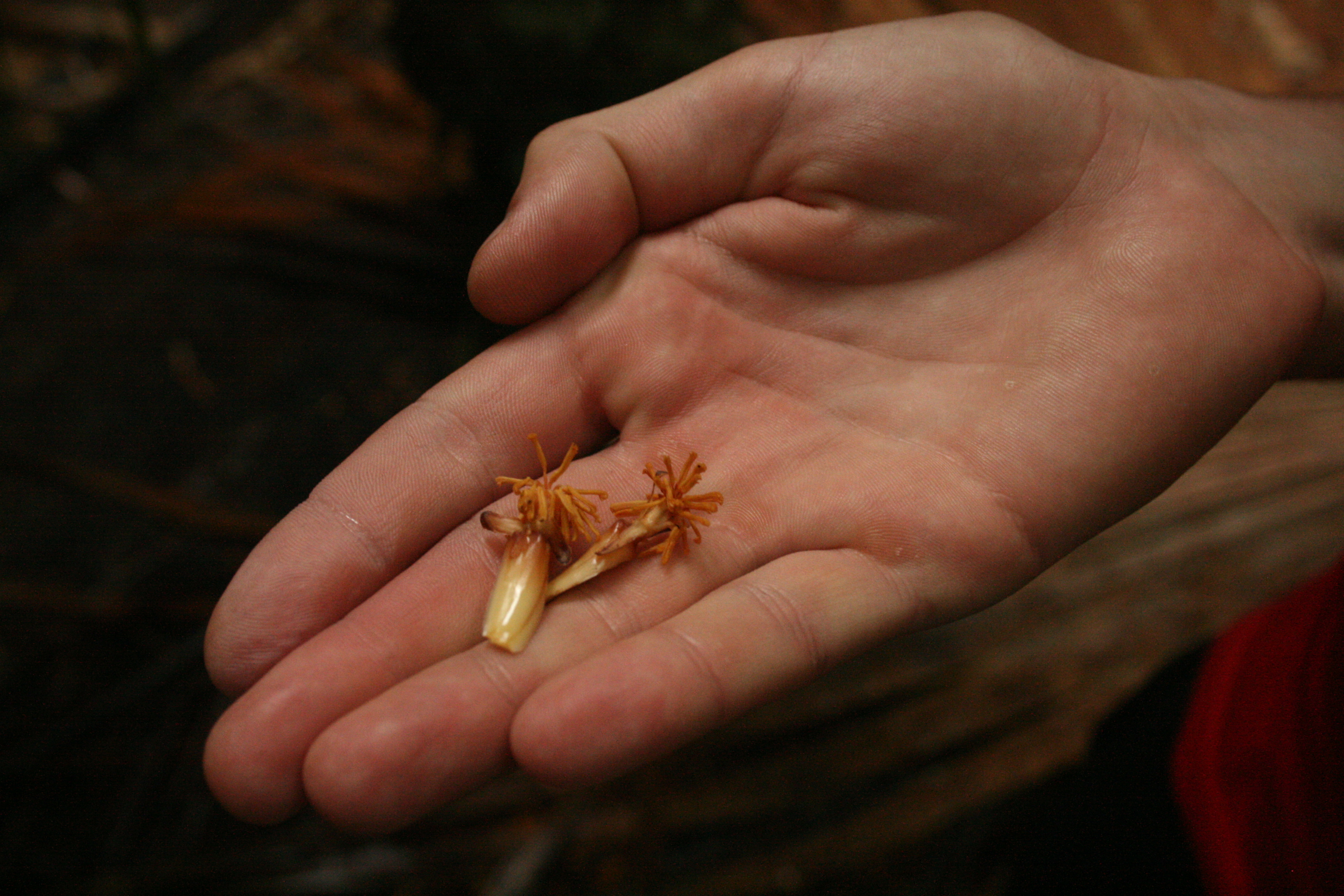
Fleurs mâles de Lodoicea maldivica
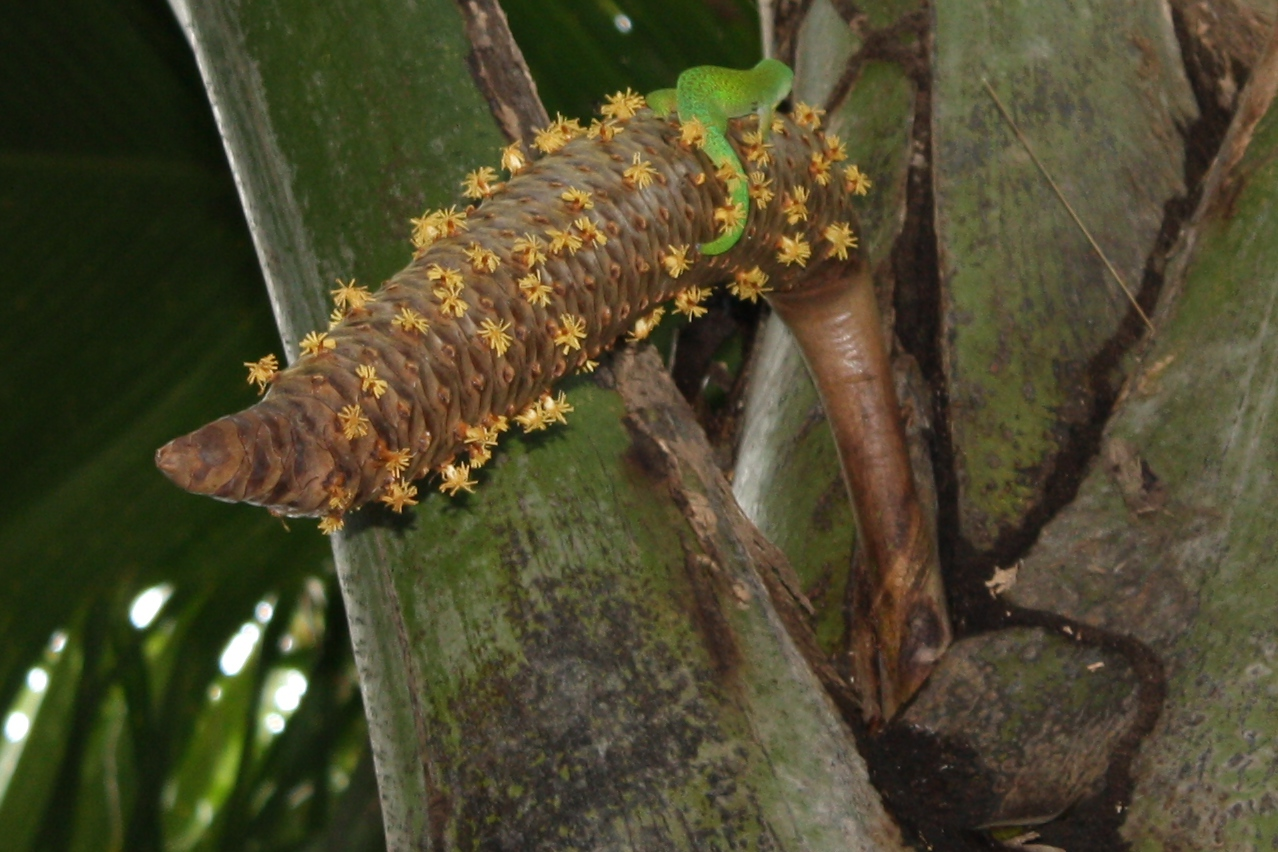
Fleurs mâles de Lodoicea maldivica émergeant d'une inflorescence en forme de chaton
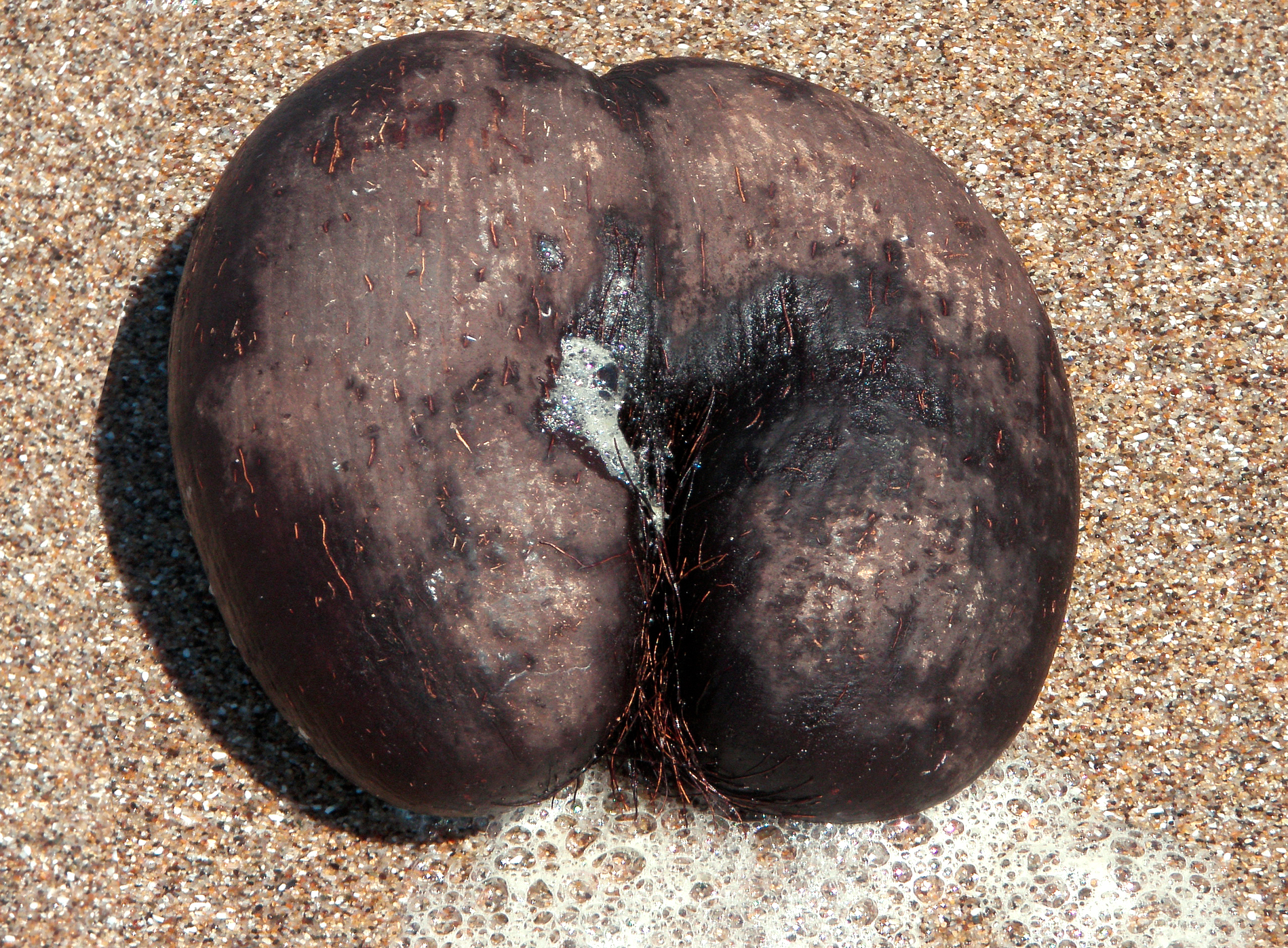
Graine de Lodoicea maldivica, la plus grosse graine du monde
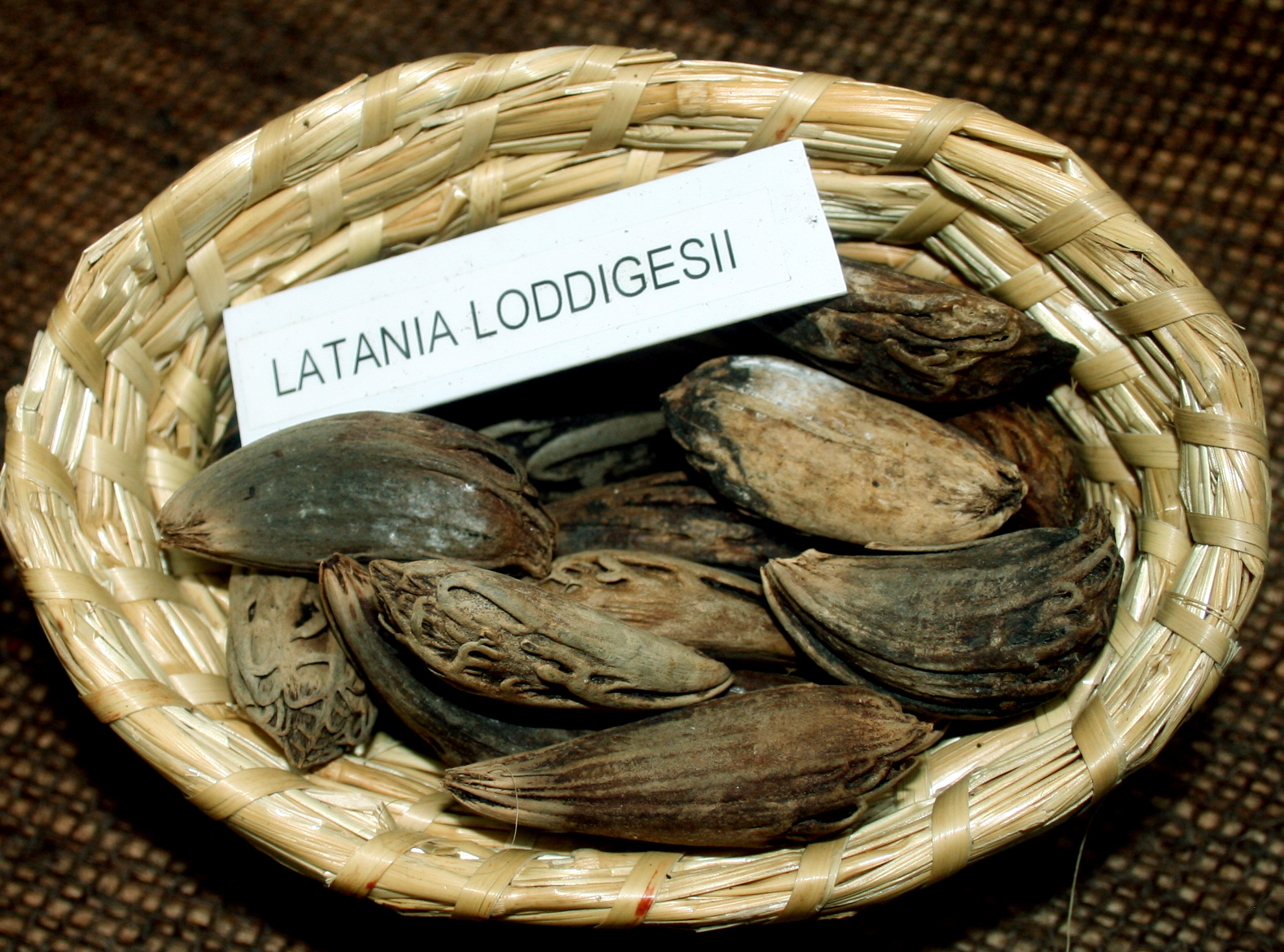
Les graines de Latania sont les plus petites de la tribu
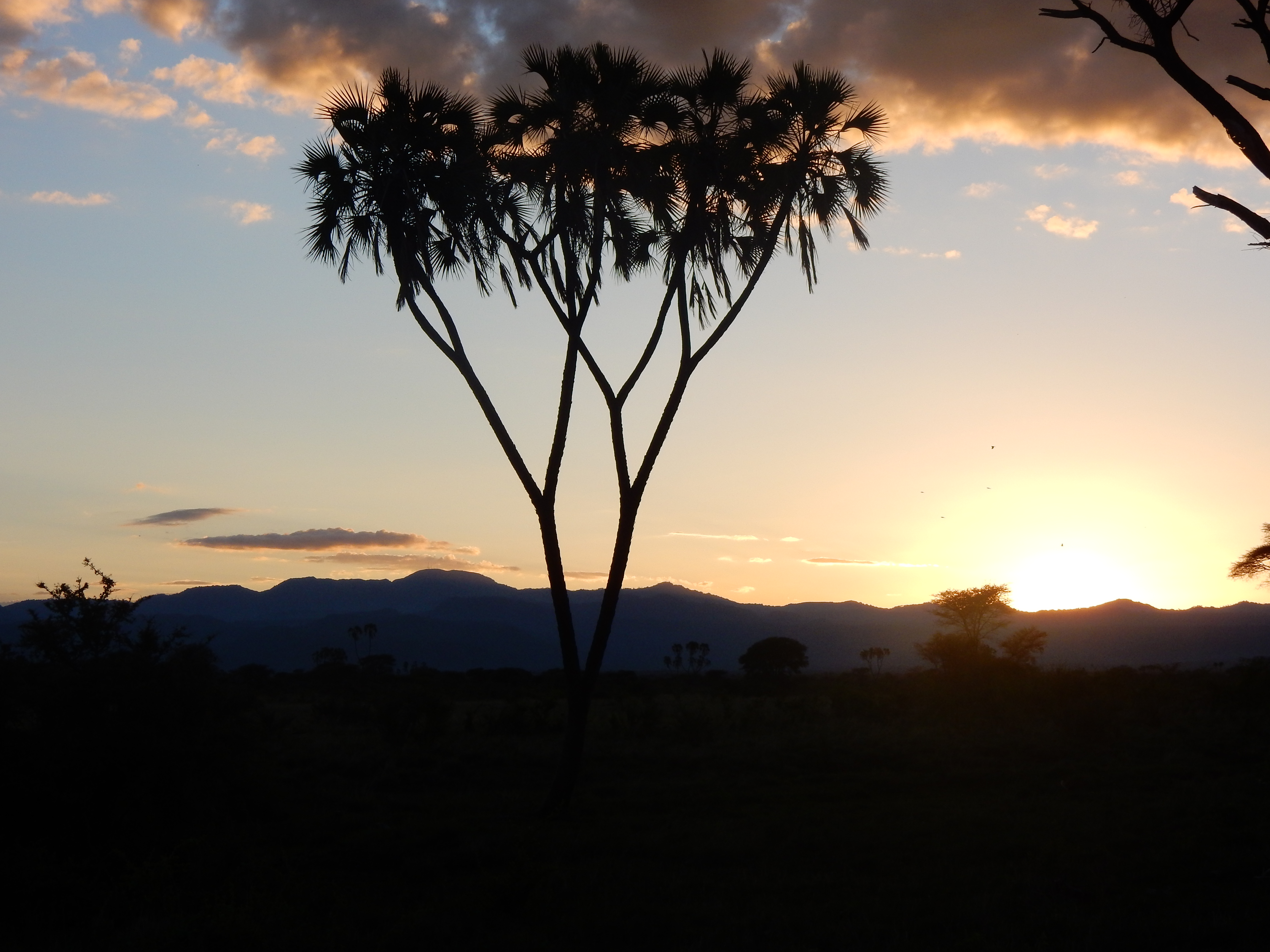
Contrairement à la plupart des Borasseae, les espèces Hyphaene ont souvent des tiges ramifiées (il s'agit de H. compressa )
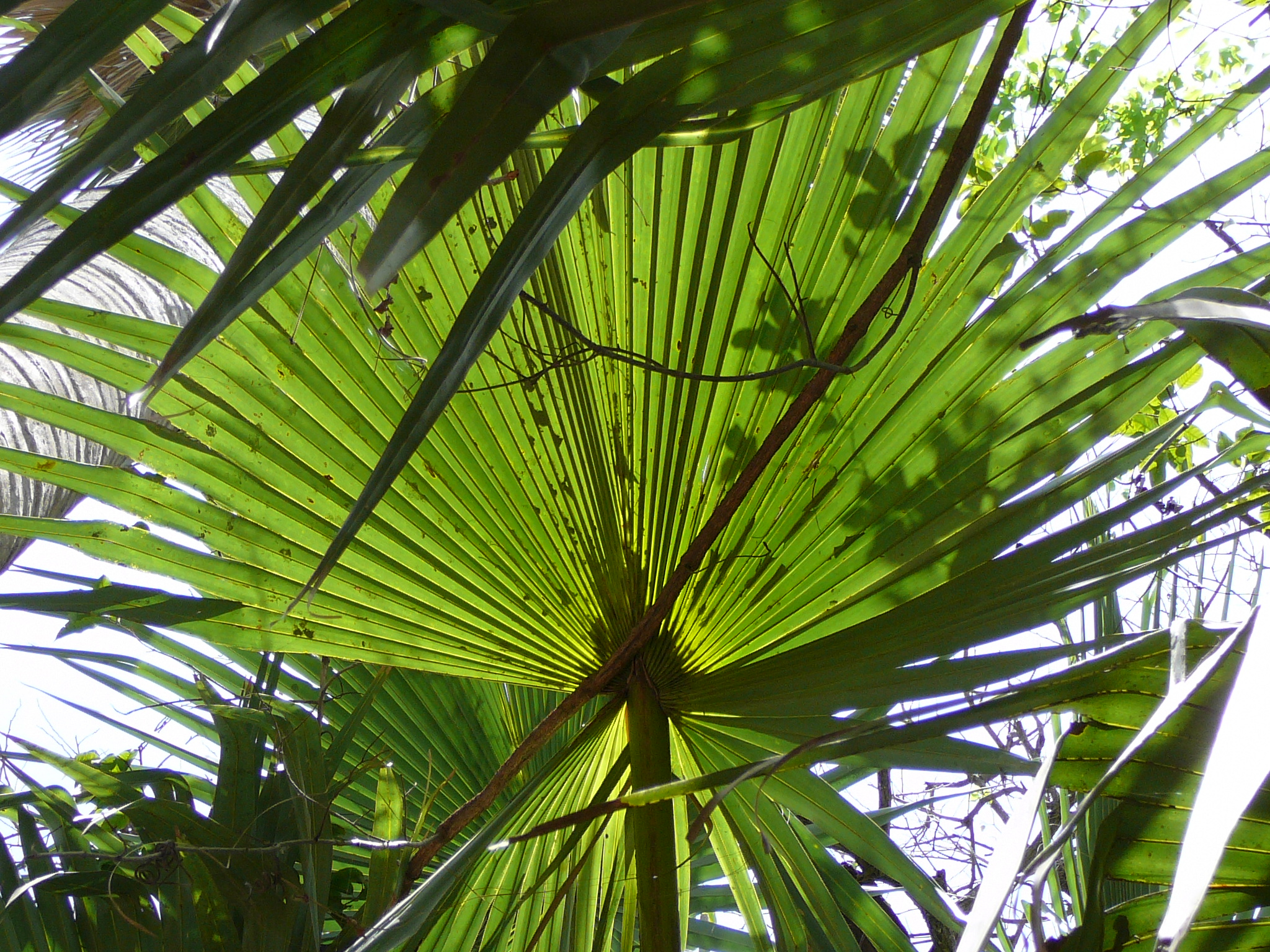
Toutes les Borasseae ont des feuilles palmées, comme ce Borassus aethiopum
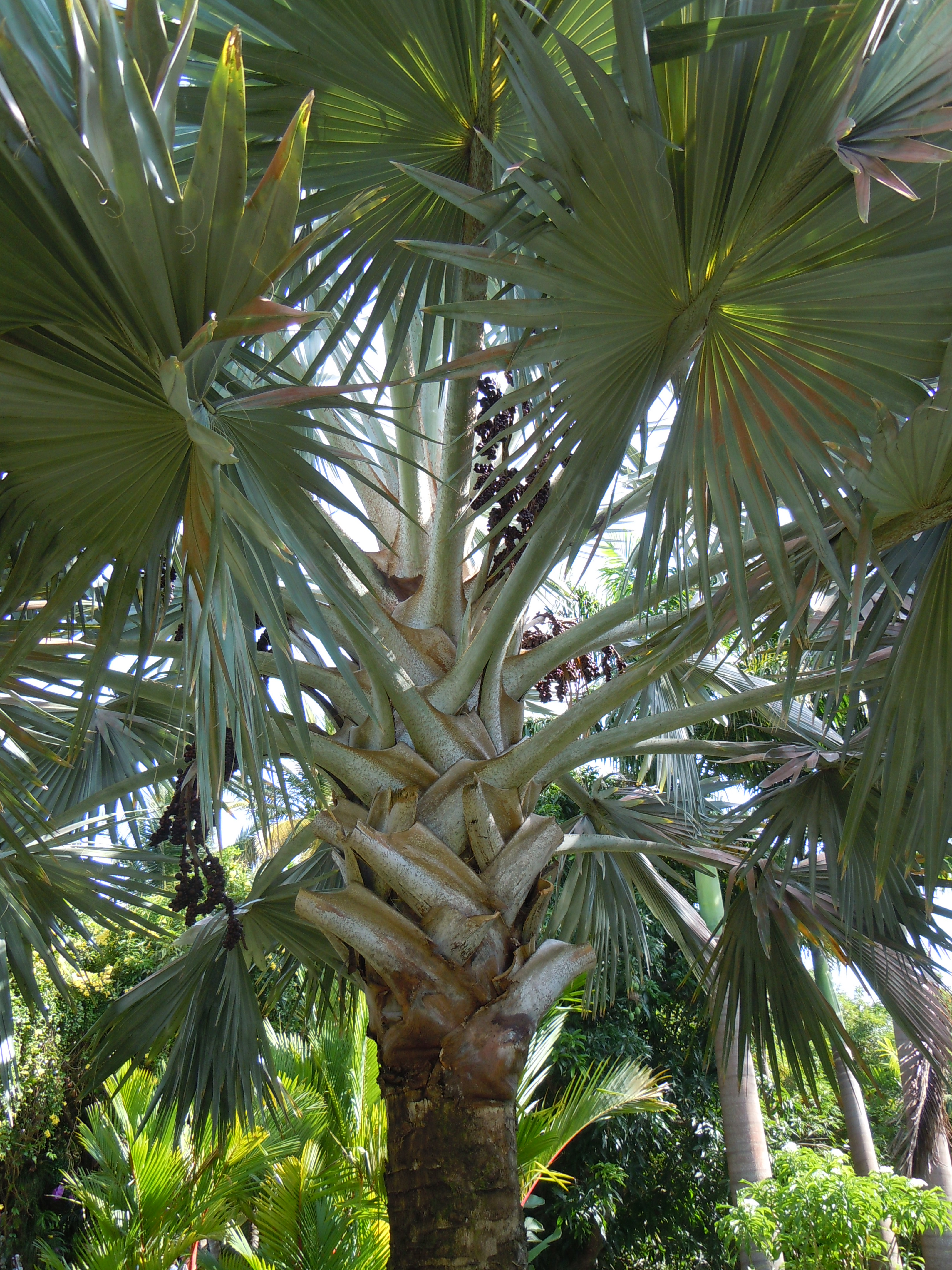
Les feuilles argentées de Bismarckia nobilis
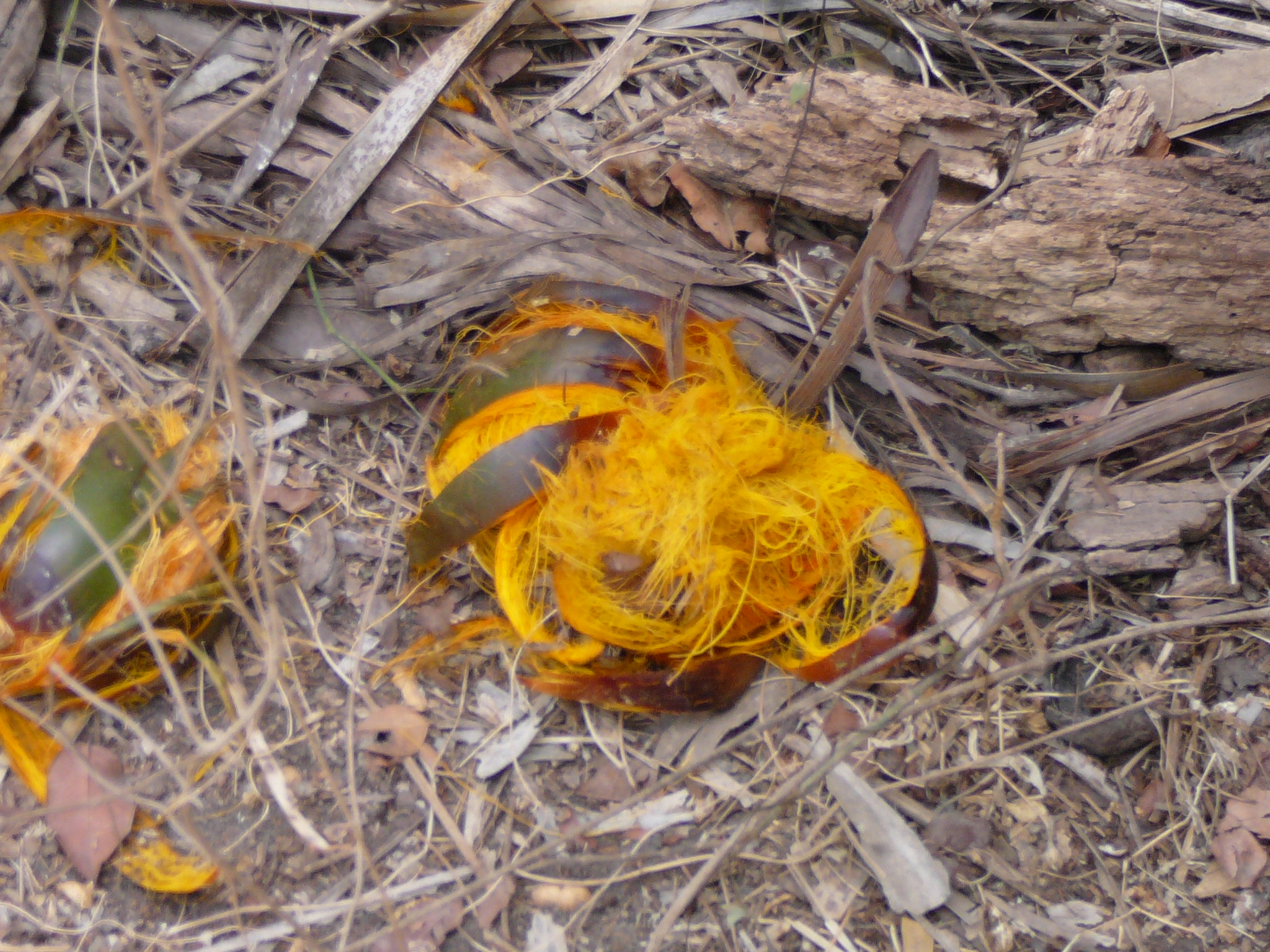
Les fruits de Borassus sont gros et charnus, avec 1 à 3 graines (il s'agit de B. aethiopum )
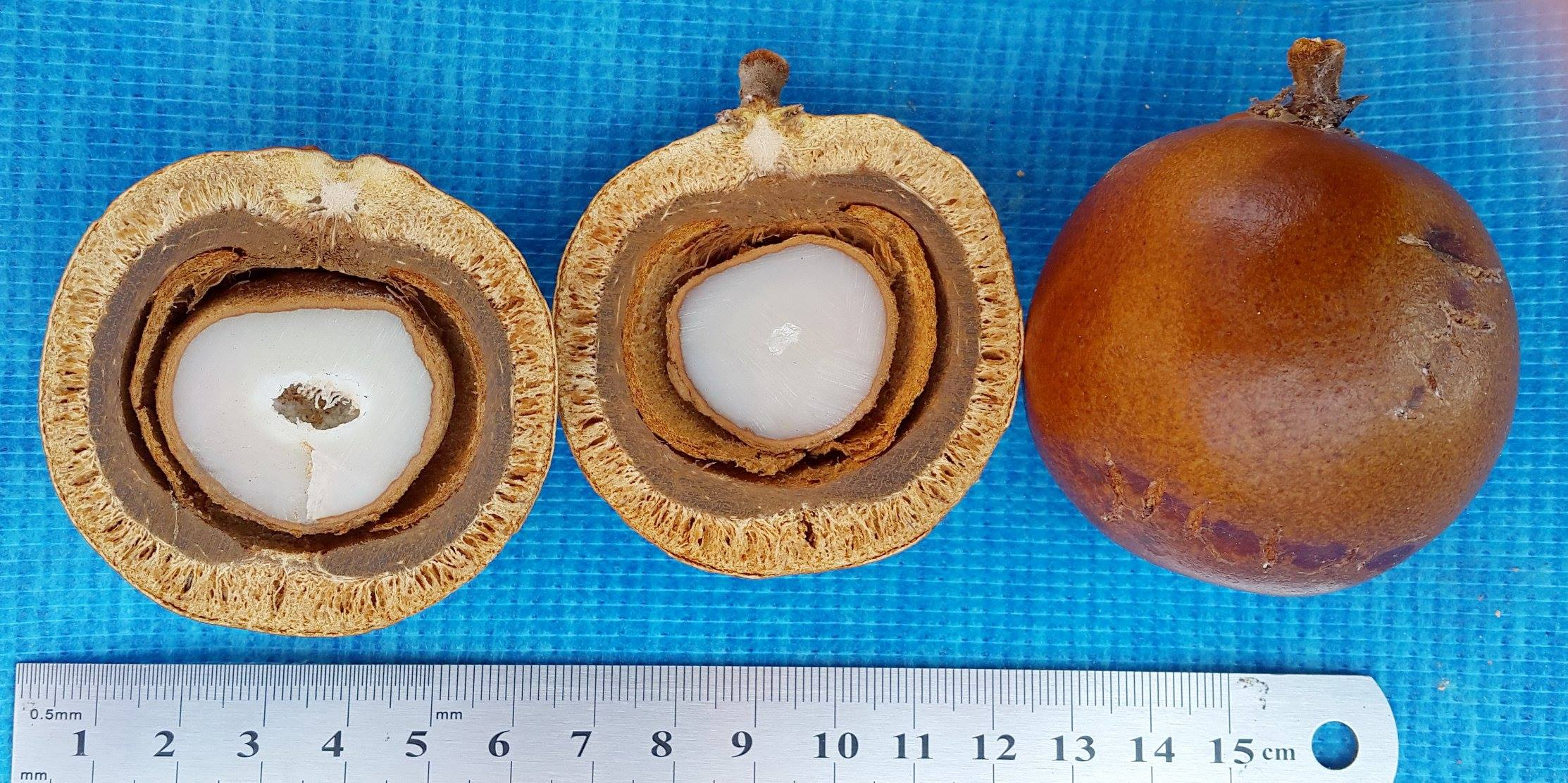
Les fruits Hyphaene ont une chair sèche en forme de gâteau en une seule graine (il s'agit de H. petersiana
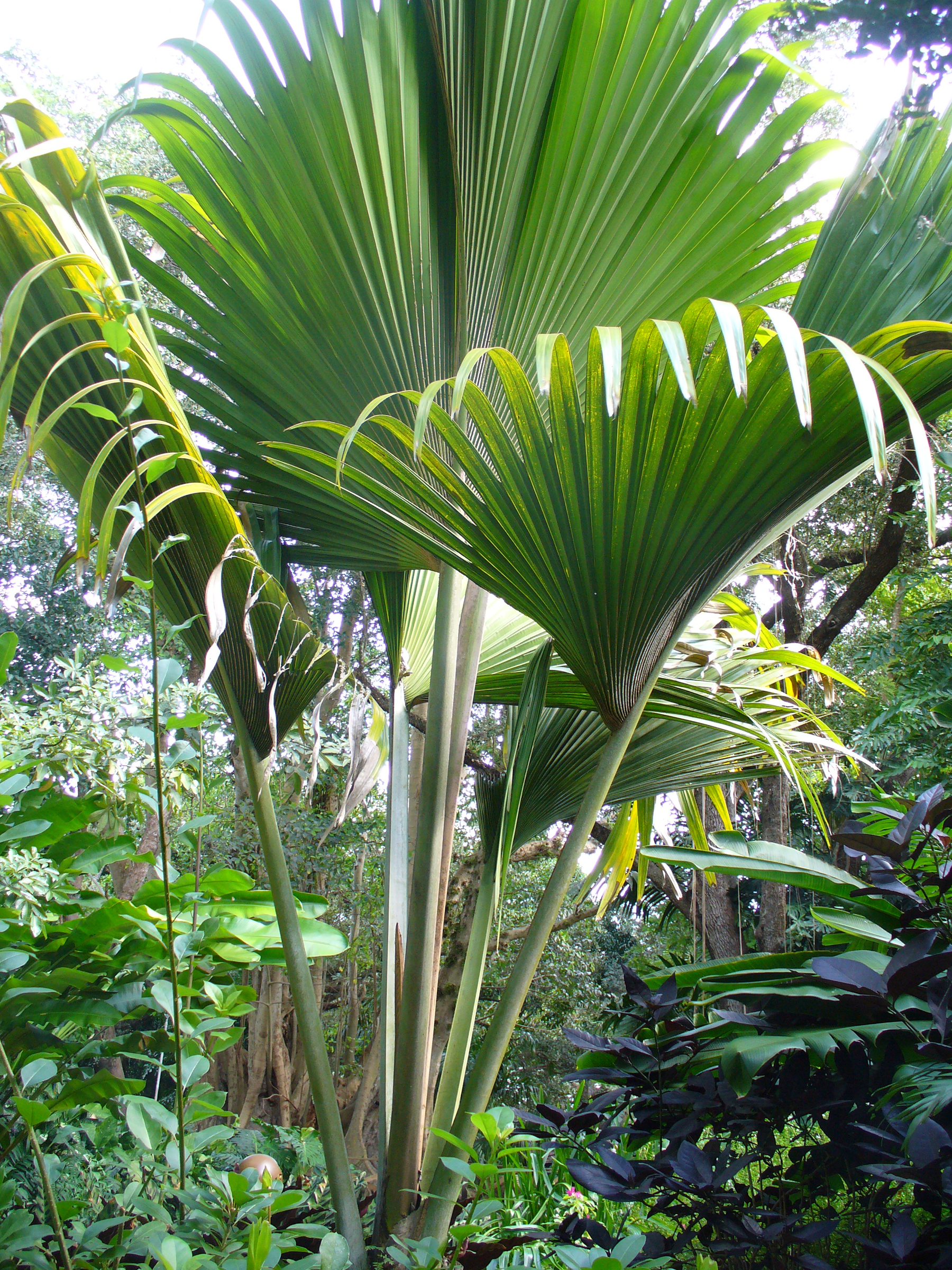
Les feuilles massives de Lodoicea maldivica sont parmi les plus grandes feuilles palmées de la famille
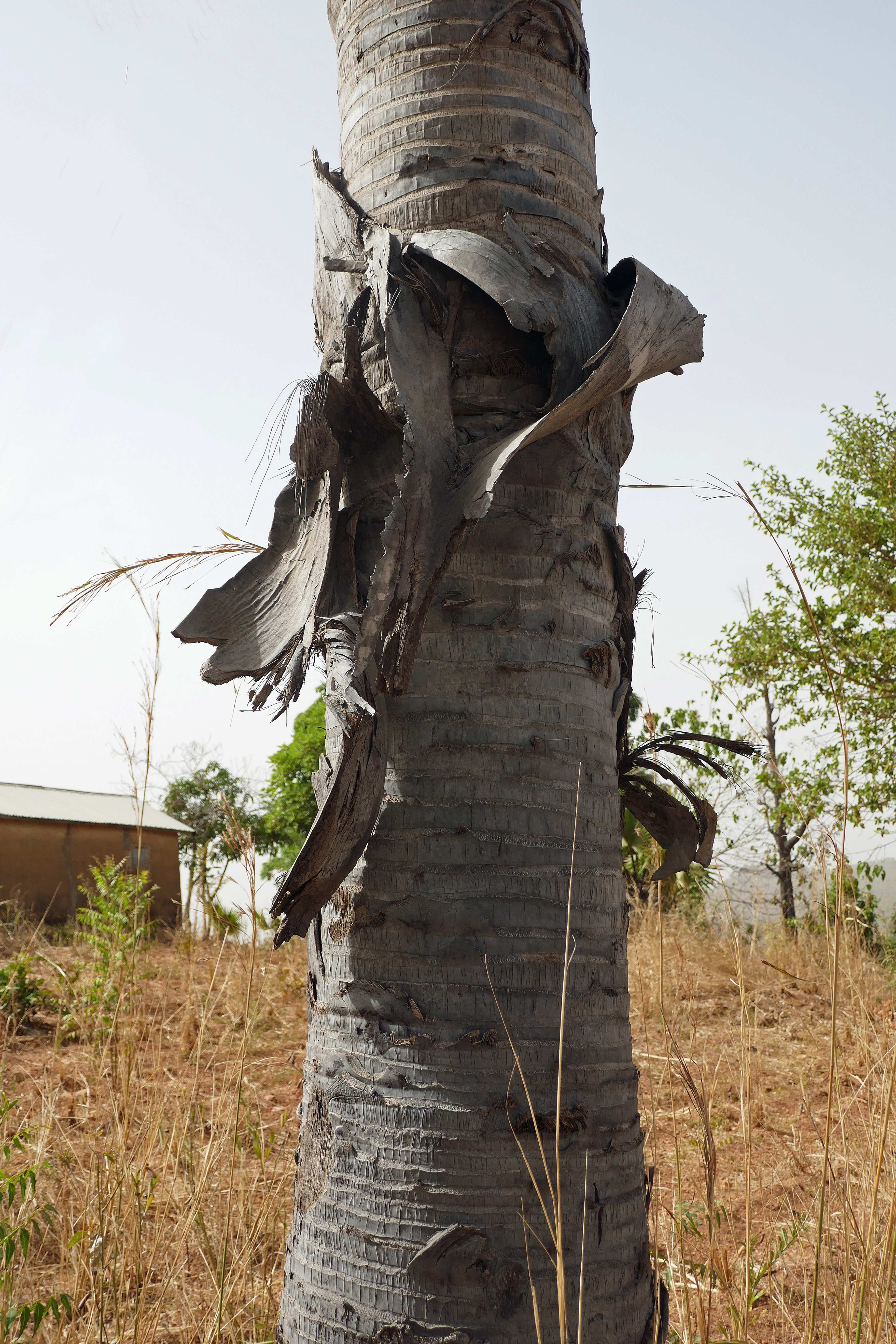
Les cicatrices foliaires sur le tronc de Borassus aethiopum sont révélées lorsque les gaines foliaires tombent